# Can't Fight This Feeling
Can't Fight This Feeling är en låt av REO Speedwagon, utgiven som singel den 17 december 1984. Låten finns med på albumet Wheels Are Turnin', utgivet den 5 november 1984. "Can't Fight This Feeling" nådde första plats på Billboard Hot 100.